# DR VT 2.09 sorozat

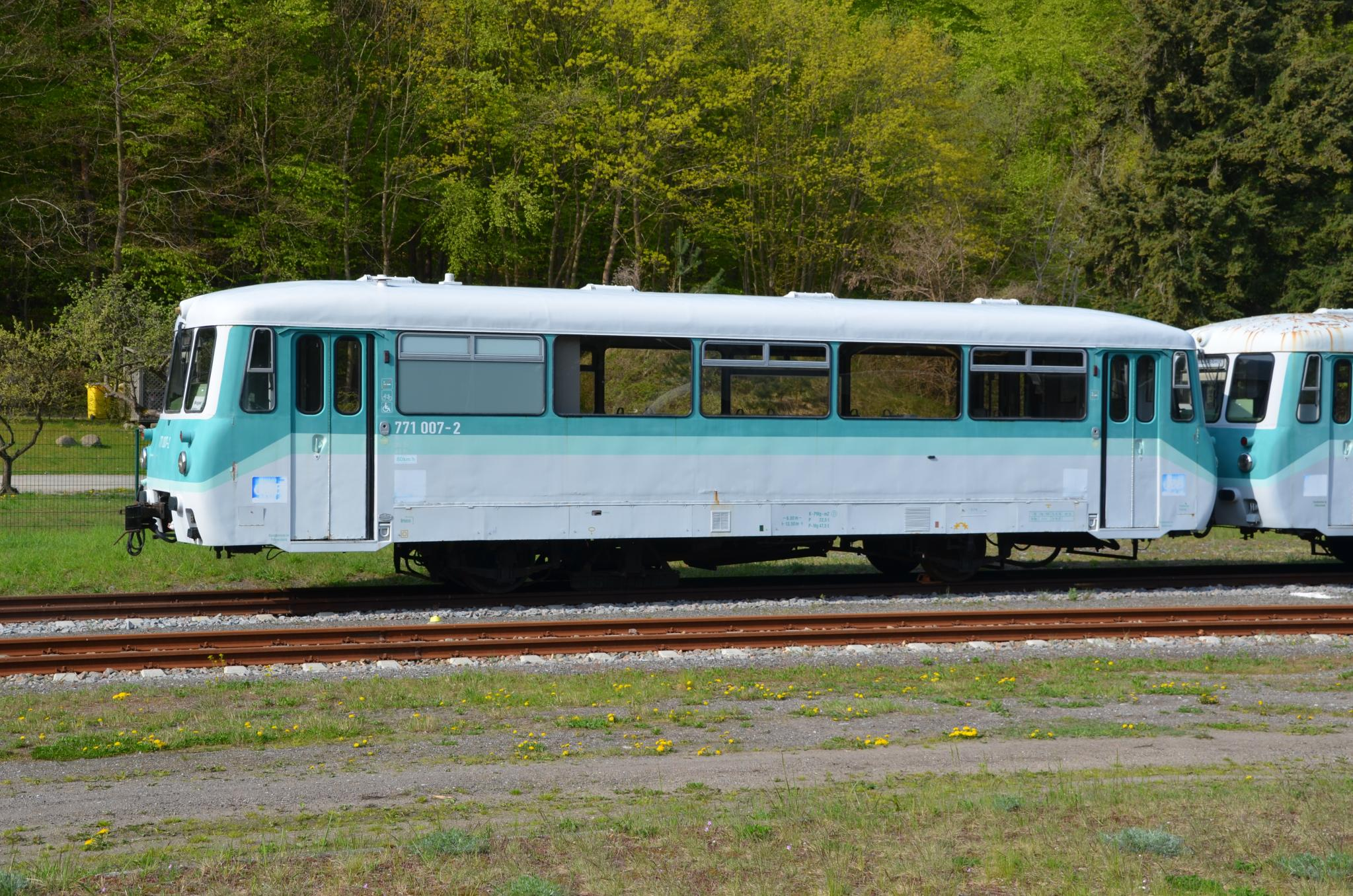

A DR VT 2.09 sorozat, mely 1970 óta a DR 171/172 sorozatba, 1992 óta pedig a DB 771/772 sorozatba tartozik, egy német motorkocsi sorozat. A Waggonbau Bautzen tervezte és építette őket. A sorozatgyártás 1962 és 1969 között történt. Beceneve: "Malactaxi".

## Története
A Waggonbau Bautzen a háború előtti vasúti kocsik és a mellékvonalakon közlekedő gőzüzemű személyszállító vonatok kiváltására 1955-ben kezdte meg a könnyű vasúti kocsik új sorozatának tervezését, és az első két prototípus 1959-ben készült el. Az egyik Büssing-motorral, a másik a Dieselmotorenwerk Berlin-Johannisthal motorjával készült. A sorozatban gyártott példányok első tagjai 1962-ben álltak forgalomba. Ugyanebben az évben további hat pótkocsis motorkocsi készült, 1963-ban pedig további tizenhat motorkocsi és először néhány vezetőállásos pótkocsi is. További járműveket épített a Waggonbau Görlitz.
Az eredeti VT 2.09-es besorolás a jármű általános típusára (VT = Verbrennungstriebwagen = belsőégésű motorral felszerelt vasúti kocsi), a teljesítményre (kb. 1/100 a motorteljesítménynek, lóerőben mérve) és a végsebességre (kb. 1/10 az érték km/h-ban) utal. A pótkocsikat VB 2.08, a vezetőállásos pótkocsikat VS 2.07 számmal jelölték.
A sorozatnak több beceneve is volt, többek között a Ferkeltaxe ("malactaxi") a vidéki vonalakon általánosan használtak miatt, vagy a Blutblase ("vérhólyag") az eredeti sötétvörös festésük miatt. Az átfestés után a Pfefferminzbonbon ("borsmentás cukorka") elnevezést lehetett hallani.
Miután a Deutsche Reichsbahn és a Deutsche Bundesbahn 1992-ben egyesítette gördülőállományát, és ezzel együtt a DR-flotta újraszámozása is megtörtént, a sorozat számos tagját átépítették és átfestették a regionális vonatok mentazöld-fehér színére. Miután új vasúti kocsik váltak elérhetővé, a 771/772-es sorozatot 2000-ben kivonták a forgalomból. 22 járművet Kubába és Romániába, a többit Spanyolországba és Brazíliába adták el. A 772-es sorozat utolsó motorkocsiját 2004 januárjában vonta ki a menetrend szerinti forgalomból a Stendalban.